# Campeonato Nacional Universitario de Rugby Sevens

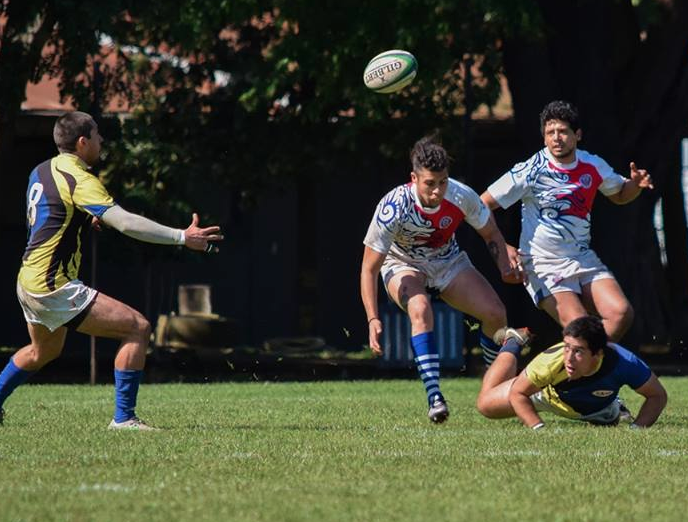
Campeonato Nacional Universitario de Rugby Sevens 2018 organizado por la UFRO, Temuco

Campeonato Nacional Universitario de Rugby es la máxima competición universitaria del Rugby en Chile. Es organizado cada año  por la Federación Nacional Universitaria de Deportes (FENAUDE). 
El rugby es uno de los deportes más populares en el país por la larga trayectoria que tienen Los Cóndores en el circuito sudamericano, la mayoría de los jugadores del campeonato nacional son estudiantes universitarios. 
La Universidad de Chile ha sido el claro dominador con  un total de 7 títulos nacionales universitarios.
Su sede se postula a principio de temporada y se define por votación en las asambleas anuales, la Ciudad de Santiago de Chile es que la que más veces ha recibido el certamen nacionales gracias a la organización de las distintas universidades de la región, entre ellas están Universidad de Chile y Pontificia Universidad Católica de Chile pero es el CNU que ha llegado a más ciudades de todo el país. 
El campeón en vigencia es la Universidad de Concepción al titularse campeón del CNU 2019 en la ciudad de Valdivia.

## Reglamento

### Inscripciones
- 1-  Cada institución deberá ratificar a sus deportistas, de entre los inscritos en la nómina general ilimitada, presentada previamente, según disposiciones de las bases generales.
- 2-   Se deberá incluir, además, los antecedentes del presidente de la delegación y su director técnico.

### Conformación de las delegaciones
- 1-  Cada delegación podrá estar integrada hasta un máximo de 14 deportistas.
- 2-   Se incluirá además a un dirigente y un director técnico.

### Estructura de la competencia
La Comisión Técnica y de Disciplina establecida en las bases generales deberá quedar constituida, a lo menos 4 horas antes del inicio del evento.

### Puntajes
El puntaje a utilizar será: 
- Partido ganado: 3 puntos.
- Partido empatado: 2 puntos.
- Partido perdido: 1 puntos.
- No presentación: 0 puntos.
- No presentación (WO): 0 puntos, resultado de 28-0 para el equipo que se presentó.
- En caso de empate en semifinales, finales o disputa de tercer lugar, luego de 1 minuto de descanso se jugarán dos tiempos suplementarios de 5 minutos con un minuto de descanso. El primer equipo en anotar se declarará vencedor.

## Palmarés

### Masculino
| Año  | Sede        | Organizador                              | Oro                                      | Plata                                    | Bronce                                   |
| ---- | ----------- | ---------------------------------------- | ---------------------------------------- | ---------------------------------------- | ---------------------------------------- |
| 2002 | Concepción  | Universidad del Bío-Bío                  | Universidad del Bío-Bío                  |                                          |                                          |
| 2006 | Santiago    | Pontificia Universidad Católica de Chile | Pontificia Universidad Católica de Chile |                                          | -                                        |
| 2007 | Temuco      | Universidad Católica de Temuco           | Pontificia Universidad Católica de Chile |                                          |                                          |
| 2008 | La Serena   | Universidad de La Serena                 | Pontificia Universidad Católica de Chile |                                          |                                          |
| 2009 | Santiago    | Universidad de Chile                     | Pontificia Universidad Católica de Chile |                                          |                                          |
| 2010 | Santiago    | Pontificia Universidad Católica de Chile | Universidad de Chile                     |                                          |                                          |
| 2012 | Valdivia    | Universidad Austral de Chile             | Universidad de Chile                     |                                          |                                          |
| 2013 | Talca       | Universidad de Chile                     | Universidad de Chile                     |                                          |                                          |
| 2013 | Santiago    | Universidad de Chile                     | Universidad de Chile                     |                                          |                                          |
| 2014 | Iquique     | Universidad Arturo Prat                  | Universidad de Chile                     |                                          |                                          |
| 2014 | Antofagasta | Universidad de Antofagasta               | Universidad de Chile                     | Universidad de Tarapacá                  | Universidad de Antofagasta               |
| 2015 |             |                                          |                                          |                                          |                                          |
| 2016 | Antofagasta | Universidad de Antofagasta               | Universidad de Chile                     | Universidad Técnica Federico Santa Maria | Universidad de Antofagasta               |
| 2017 | Santiago    | Universidad de Chile                     | Universidad Técnica Federico Santa Maria | Universidad San Sebastián                | Pontificia Universidad Católica de Chile |
| 2018 | Temuco      | Universidad de la Frontera               | Universidad Andres Bello                 |                                          |                                          |
| 2019 | Valdivia    | Universidad Austral de Chile             | Universidad de Concepción                |                                          |                                          |

## Medallero histórico

#### Masculino
- Actualizado hasta año 2019.

| Núm. | País                                     | Oro | Plata | Bronce | Total |
| ---- | ---------------------------------------- | --- | ----- | ------ | ----- |
| 1    | Universidad de Chile                     | 7   | -     | -      | 7     |
| 2    | Pontificia Universidad Católica de Chile | 4   | -     | -      | 4     |
| 3    | Universidad de Concepción                | 1   | -     | -      | 1     |
| 3    | Universidad Andrés Bello                 | 1   | -     | -      | 1     |
| 3    | Universidad del Bío-Bío                  | 1   | -     | -      | 1     |
| 3    | Universidad Técnica Federico Santa Maria | 1   | -     | -      | 1     |
|      | TOTAL                                    | 15  | -     | -      | 15    |